# بردهام
بردهام (به انگلیسی: Birdham) یک روستا و محله مدنی در بریتانیا است که در منطقه چیچستر واقع شده‌است. بردهام ۶٫۹۶ کیلومتر مربع مساحت و ۱٬۴۸۳٫ نفر جمعیت دارد.